# Spaziotempo stazionario
In relatività generale, uno spaziotempo stazionario è uno spaziotempo nel quale esiste un gruppo ad un parametro di isometrie della metrica {\displaystyle \phi _{t}}, le cui orbite sono curve timelike.
Equivalentemente si può dire che uno spaziotempo stazionario possiede un campo vettoriale di Killing {\displaystyle \xi _{a}} timelike.